# 多關節炎
多關節炎（英語：polyarthritis）是一次有五個或五個以上關節同時發炎的關節炎。自體免疫是常見的病因。多關節炎可能發生在任何年齡，且沒有特別的性別偏向。一次只有一個關節受影響的關節炎稱為單關節炎。

## 原因
多關節炎通常是由自體免疫異常引起，例如：類風濕性關節炎、澱粉樣變、乾癬性關節炎和紅斑性狼瘡，但也可能是阿爾法病毒感染引起，如：基孔肯雅病毒和羅斯河病毒。這類情況泛稱為阿爾法病毒多關節炎症候群。辛德比斯病毒在北歐、非洲、中東和澳大利亞盛行，是會引多關節炎的分佈最廣泛的阿爾法病毒，居然多數感染屬輕度或沒有症狀。

## 合併症
可能合併雙下肢水腫、疼痛和關節腫脹。有時這樣的問題會慢性反覆發生，因此可以發現之前也有關節發炎和雙下肢水腫的病史。
阿爾法病毒多關節炎症候群的潛伏期為 3–21 天，依病毒特性而定，可能伴隨緩慢或突然發作的不同情度的發燒、關節痛，頭痛，淋巴腺炎和結膜炎。症狀發作 4–8 天後可能會出現斑丘疹，且伴随的發燒症狀可能加劇。此症合併的關節痛可能在初次發病後的數月或一年間反覆發生。